# Gasherbrum II
El Gasherbrum II (en urdu: گاشر برم -2‎; en chino tradicional, 加舒爾布魯木II峰; en chino simplificado, 加舒尔布鲁木II峰; pinyin, Jiāshūěrbùlǔmù II Fēng), también conocido como K4 o Moravi II, es la decimotercera montaña más alta de la Tierra y se halla ubicada en la frontera entre Gilgit-Baltistán, región de Pakistán, y el territorio de Xinjiang, en la parte más occidental de China. Con una altitud de 8035 m s. n. m., el Gasherbrum II es el tercer pico más alto del macizo de los Gasherbrum, situado en la Cordillera del Karakórum, que forma parte del sector occidental de sistema de los Himalayas.

## Geografía
El Gasherbrum II se sitúa junto al Gasherbrum I y al Broad Peak en el macizo Gilgit-Baltistán de Pakistán, junto a la frontera de Xinjiang en China, ubicado en la parte superior del glaciar Baltoro, que comparten todos junto al K2.
Con una altitud de 8035 m s. n. m., es el tercer pico más alto del grupo de los Gasherbrum, detrás del Gasherbrum I con 8080 m y del Broad Peak con 8051 m s. n. m. El Gasherbrum III se considera a veces como un simple subpico del Gasherbrum II, porque el primero tiene una prominencia topográfica de solo 461 m y está situado muy cerca del pico principal.

## Nombre
En 1856, Thomas George Montgomerie, miembro británico de los Royal Engineers, participó en la expedición Gran Proyecto de Topografía Trigonométrica que se desarrolló en territorio indio y pakistaní, donde tuvo la oportunidad de avistar la montaña, designándola con el nombre de "K4", es decir, la cuarta montaña de la cordillera del Karakórum. El nombre de "Gasherbrum" proviene realmente de la lengua balti de las palabras rgasha ("hermoso") and brum ("montaña") y no al significado que se atribuye a la creencia popular que piensa que deriva de "pared brillante", definición con la cual Sir William Martin Conway describió al cercano pico Gasherbrum IV en la expedición británica realizada en 1892.

## Historia de sus ascensiones

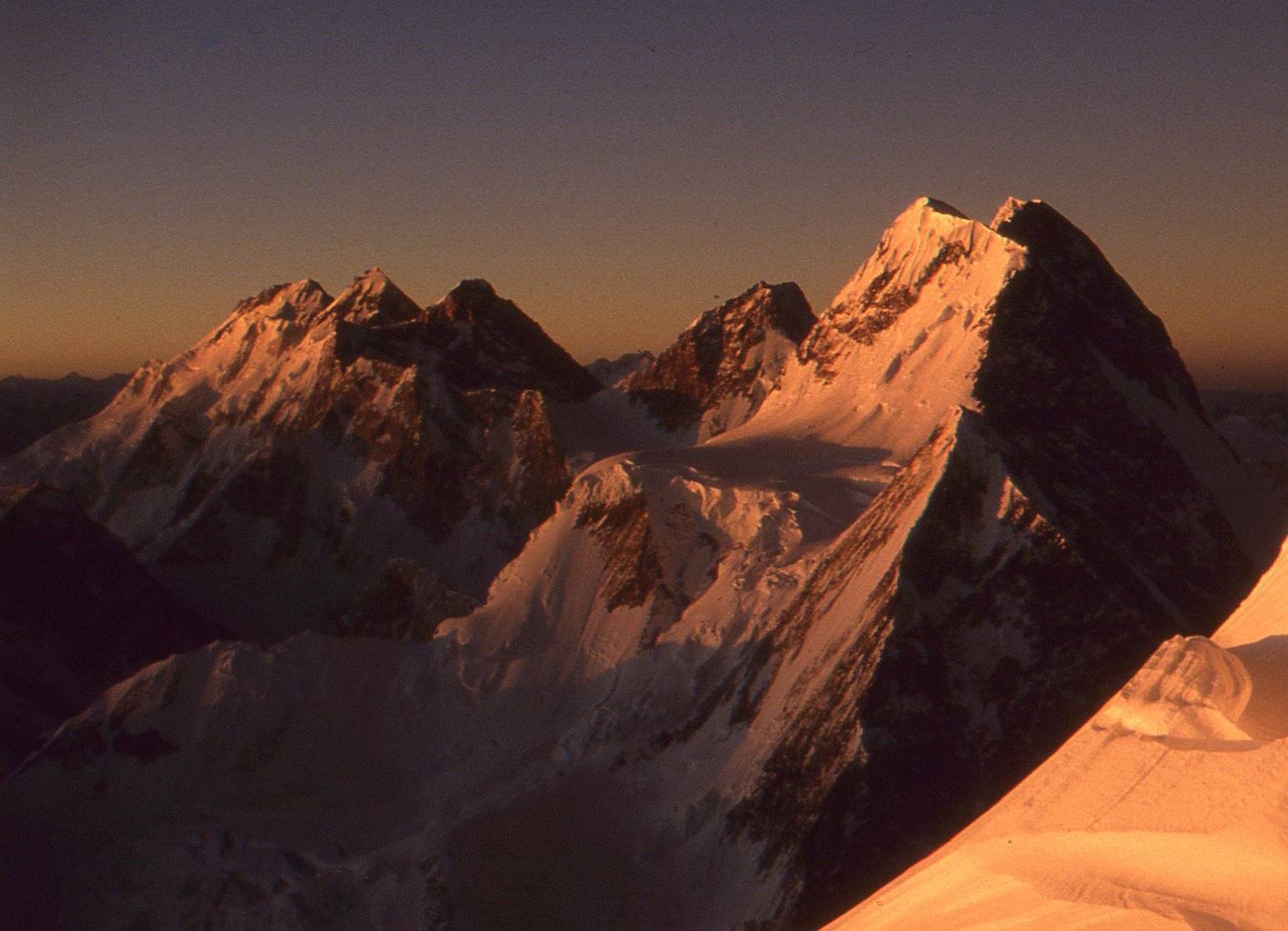
K2 a aprox. 7'700 metros de altitud. Vista de Gasherbrum I, II, III y IV, así como de Broad Peak Central y Broad Peak Main (de izquierda a derecha), Broad Peak North está debajo de Broad Peak Center.

El macizo del Gasherbrum fue explorado en 1909 por el duque de los Abruzzos, Luis Amadeo de Saboya, y por Vittorio Sella. El glaciar de los Abruzzos, rama tributaria del glaciar Baltoro, la principal y más frecuentada ruta de ascenso al K2, todavía lleva su nombre.
En 1934, Günter Dyhrenfurth y su Expedición Internacional del Himalaya, que incluía a André Roch, exploraron el Gasherbrum I y II, ascendiendo hasta los 6250 m de altitud en este último.
El primer ascenso con éxito a la cumbre se realizó el 7 de julio de 1956, por un equipo de escaladores austriacos que incluía a Fritz Moravec, Josef Alerce y Hans Willenpart, quienes finalmente coronaron la cima por la cara suroeste. Después de montar el campamento I, tuvieron que bajar, encontrándose el campamento base (con todos los suministros y alimentos) totalmente enterrado por un alud. A pesar del contratiempo que ello suponía para las posibilidades de éxito del equipo, decidieron hacer un intento de cumbre más rápido. Después de abrir con dificultades la ruta, alcanzaron el día 6 de julio el campamento III, que dejaron atrás para pasar la noche a mayor altitud en un saco de vivac a modo de campamento IV improvisado, llegando finalmente con éxito a la cima a las 11:30 de la mañana del día siguiente.
En 1975, cuatro expediciones escalaron con éxito el Gasherbrum II, incluyendo la expedición francesa de Jean-Pierre Fresafond, un grupo polaco con Janusz Onyszkiewicz y otra expedición, también polaca, dirigida por Wanda Rutkiewicz.
Cuatro años más tarde, un grupo chileno afirmó haber utilizado la ruta "normal" para llegar a la cima y varios otros alpinistas, incluyendo a Reinhard Karl, Hanns Schell y Kurt Diemberger, también alcanzaron con éxito la cumbre.
El 24 de julio de 1982, Reinhold Messner, junto con Nazir Sabir y Sher Khan, escalaron el pico a través de la arista suroeste. Ese mismo año, Messner, al margen de su éxito en el Gasherbrum II, también subió otros dos ochomiles, el Kangchenjunga y el Broad Peak, e intentó infructuosamente el Cho Oyu, escribiendo un libro titulado 3 x 8000: Mi gran año en el Himalaya, acerca de su gran proeza alpinística (en alemán: 3 x 8000: Mein grosses Himalaja-Jahr).
En agosto de 1986, el Gasherbrum II fue escalado con éxito por una expedición eslovena en 32 horas desde el campo base hasta la cima, en tan solo 22 horas de subida y 10 horas de descanso a una altitud de 5900 m. Éste ha sido, de lejos, el ascenso más rápido realizado hasta ese momento en la historia del alpinismo.
En julio de 1996, Jean-Christophe Lafaille escaló los picos Gasherbrum I y II en tan solo cuatro días, sin descender a descansar al campo base en ningún momento.
Durante el verano del 2000, los extraordinarios escaladores españoles Alberto Iñurrategi (10.º escalador en la historia del alpinismo en ascender los catorce ochomiles y único montañero que ha conseguido ascender los cuatro picos Gasherbrum) y su hermano Félix inician el ascenso con éxito a la cumbre del Gasherbrum II. En el descenso, el fallo en el anclaje de una cuerda precipita al vacío a Félix Iñurrategi, que pierde la vida.
El año 2006, Sebastian Haag y Benedikt Böhm consiguieron alcanzar la cumbre del Gasherbrum II en dos ocasiones durante una semana. A las 8:00 de la mañana del 29 de julio llegaron a la cima y luego esquiaron hacia abajo sin rápel o se dejaron deslizar sin el uso de esquíes. Descansaron unos días antes de salir desde el campo I de nuevo hacia la cumbre el 3 de agosto. Empezaron rápido, alcanzando el campo IV en seis horas, pero la cantidad de nieve fresca, con más de medio metro de espesor, desaceleró su escalada, llegando a la cima después de más de seis horas de dura subida, descendiendo de nuevo con esquíes, siendo esta vez aún más peligroso debido a la nieve compactada con el consiguiente riesgo de avalanchas. A pesar de ello, ambos alcanzaron con seguridad al campo I en menos de 17 horas, mientras que una expedición normal tarda al menos de cuatro a siete días en hacer una única escalada en estilo alpino.
Los italianos Karl Unterkircher y Daniele Bernasconi escalaron el Gasherbrum II en 2007 en estilo alpino. Fueron los primeros en abrir una nueva vía en la cara Norte a través de China. La ruta se había intentado un año antes por un equipo germano-suizo, pero tuvieron que abandonar después de una avalancha. Durante el intento usaron alrededor de 1200 m de cuerda fija. Llegaron a la cumbre alrededor de las 8:00 de la tarde del 20 de julio y tuvieron que descender haciendo un vivac nocturno. Un tercer miembro, Michele Compagnoni, nieto del famoso alpinista Achille Compagnoni que alcanzó por vez primera la cumbre del K2, tuvo que volverse a tan solo 150 m de la cumbre. El equipo al completo consiguió reunirse y descendió por la ruta noroeste habitual hasta el campo base.
El 2 de febrero de 2011, Cory Richards, Denis Urubko y Simone Moro se convirtieron en los primeros escaladores en ascender al Gasherbrum II en invierno. A pesar de ser sepultados por un alud, que afortunadamente no produjo víctimas, llegaron a la cumbre a las 11:30 de la mañana, sin el uso de oxígeno suplementario ni ayuda de porteadores de altura. Richards, que fue el primer estadounidense en subir un ochomil en invierno, filmó la expedición, que se convirtió en la película Cold que narra las peripecias de la expedición.